# گویش‌های زازاکی

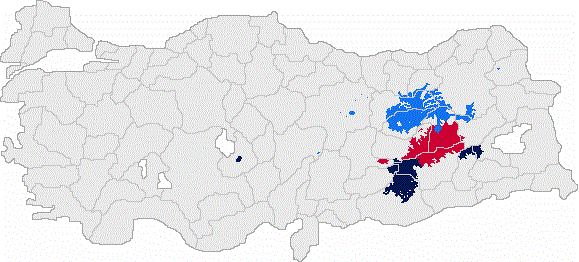
سه گروه گویش اصلی زبان زازا در ترکیه::
- شمال (آبی روشن)
- مرکزی (قرمز)
- جنوب (آبی تیره).

گویش‌های زازاکی, انواع زبان زازا هستند که توسط مردم زازا در آناتولی شرقی و جوامع مختلف دیاسپورا گفتگو می شود. طبق گفته SIL International، یکی از مقامات طبقه بندی زبان، زازاکی (zza) یک زبان کلان است و به عنوان دو زبان جداگانه (ISO 639 diq & kiu) طبقه بندی می شود. بر اساس گزارش موسسه زبان زازا فرانکفورت و پروفسور دکتر ل. پل زبان زازا به سه گویش اصلی تقسیم می شود: شاخه شمالی، مرکزی و جنوبی.  علاوه بر این، زبان زازاکی دارای گویش های انتقالی و حاشیه ای نیز می باشد که جایگاه ویژه ای دارند و نمی توان آنها را به‌طور کامل در هیچ گروه گویشی قرار داد. در زازاکی کلمات از ناحیه ای به منطقه دیگر دستخوش تغییرات صوتی گوناگون شده اند. علاوه بر تفاوت در تلفظ، گویش های زازا ممکن است در واژگان خود نیز متفاوت باشند. با گذشت زمان، برخی از کلمات اهمیت خود را از دست دادند، یا به کلی فراموش شدند و به شکل های دیگر کلمه تبدیل شدند یا استفاده از آنها در پس زمینه یا رتبه سوم قرار گرفت. ویژگی های مشخصی وجود دارد که گویش های شمالی، مرکزی و جنوبی را از یکدیگر متمایز می کند. تقسیم زازاها به سه فرقه (حنفی، شافعی، علوی) به شکل گیری لهجه ها کمک کرد. بین گویش های اصلی زازا نیز تفاوت های لهجه ای وجود دارد. برخی از مناطق بیشتر تحت تأثیر زبان های همسایه قرار گرفته اند. به عنوان مثال گویش درسیم از نظر آوایی نوآوری های زیادی را تجربه کرده است و تخمین زده می شود که ارمنی مسئول این امر باشد. گویش وارتو که متعلق به همین گروه گویش است از این تغییر دور مانده است.
- زازاکی جنوبی (توسط زازاهای حنفی)[۱]: دیاربکر، شانلی‌اورفه، آدیامان، الازی,  چرمیک، سیورک، گرگر، چونگوش، موتکی، آکسارای، سریز, کولپ، لیس، ارگانی، مادن.
- زازاکی مرکزی (توسط زازاهای شفیع)[۱]: پالو, بینگول، هانی، الازیغ، پیران (دجله).
- زازاکی شمالی (توسط زازاهای علوی)[۱]: تونجلی، گوموشانه، ارزروم، سیواس.

## مثال ها
| شمال                                 | جنوب و مرکز                 | معنی          |
| ------------------------------------ | --------------------------- | ------------- |
| doman                                | qeçek, qıc, tût, leyr       | “کودک”        |
| nas kerdene                          | şınasnayış, sılasnaene      | “شناختن”      |
| bazar                                | bazar, kırê, kıri           | “بازار”       |
| sêr kerdene, nia daene, qayt kerdene | cı ra ewniyaene, cı onyayış | “نگاه کردن”   |
| werte                                | miyan                       | “میان, میانه” |
| thal                                 | veng                        | “خالی, تهی”   |

مهم‌ترین ویژگی گویش شمالی این است که صامت‌های «k» و «g» را وقتی در مجاورت مصوت‌های «ê» یا «i» قرار می‌دهند، کام می‌کند. اما برخی از روستاهای حوزات و کیگی این صدای «k»/»g» را حفظ کرده‌اند. واژه های مثال ها در ایران میانه و ایرانی باستان با k/g شروع می شدند:
| شمال (عمومی) | çê   | çêna  | çêf  | cên-  | cênc | cêraene            | ci    |
| شمال (اقلیت) | kê   | kêna  | kêf  | gên-  | gênc | gêraene            | gi    |
| جنوب و مرکز  | keye | keyna | keyf | gên-  | gênc | geyraene, geyrayış | gi/gı |
| معنی         | خانه | دختر  | کیف  | گرفتن | جوان | سرگردان بودن       | گه    |

در حالی که مصدرهای بعدی در شمال و جنوب وجود دارد ("-ene" برای فعل، "-ış" برای اسم)، در مرکز به یک شکل واحد کاهش یافته است. معادل آن در فارسی -en و -ëš (مثال: dānëst-en دانستن 'دانستن'، dān-ëš دانش 'دانش')، در پهلوی -ten و išn است (مثال: germ xwerišn 'غذای گرم'. ، فعل "غذا خوردن").شباهت با ترکی -iş تصادفی است:
| جنوب و شمال | مرکز        | معنی    |
| ----------- | ----------- | ------- |
| vuriya-ene  | vuriya-y-ış | ویراستن |
| vuriya-y-ış | vuriya-y-ış | ویرایش  |

چیزی که زازاکی مرکزی را در مقایسه با گویش‌های دیگر باستانی می‌سازد، استفاده آن از عدد «یو» «یک» است که میراثی از ایرانیان قرون وسطی است.این عدد در پارت ēw و در پهلوی ēwek است:
| شمال   | جنوب                  | مرکز       | معنی |
| ------ | --------------------- | ---------- | ---- |
| jü, zû | jew (مذكر), jû (مؤنث) | yew (> yo) | یک   |

حرف ربط «همچنین» ساختار صوتی متفاوتی را در هر گویش نشان می دهد:
| شمال | جنوب | مرکز | معنی |
| ---- | ---- | ---- | ---- |
| ki   | ji   | zi   | نیز  |

در حالی که زازاکی مرکزی (گویش پالو-بینگولی و تا حدی دیاربکر) صدای c را در انتهای کلمات حفظ می‌کند که از ایرانی قدیم ç گرفته شده است (مثلاً سغدی rōč 'gūn')، در شمال به z یا dz و در جنوب به j تبدیل می‌شود.این تعویق در کلمات با منشأ خارجی نیز ظاهر می شود:
| مرکز | ruec/roc    | zewec  | sac           | lac | vac-       | dec | poc-       |
| جنوب | roj         | zewej  | saj           | laj | vaj-       | dej | pewj-      |
| شمال | roz         | zewez  | saz           | laz | vaz-       | dez | poz-       |
| معنی | روز, خورشید | ازدواج | ورق (ورق‌کاری) | پسر | گفتن (بگو) | درد | پختن (بپز) |

اگر زازاکی را که در پالو و بینگول صحبت می شود مبنای بگیریم، یکی از ویژگی هایی که زازاکی مرکزی را از زازاکی جنوبی و شمالی متمایز می کند این است که مصوت ê در برخی اشکال یا کلمات به صورت i تلفظ می شود:
| جنوب و شمال    | nêm | sêm        | hirê | nê- | bıgêr-/bıcêr- | sıpê | miyanên/wertên |
| مرکزی (اکثریت) | nim | sim        | hiri | ni- | bıgir-        | sıpi | miyanin        |
| معنی           | نیم | سیم (نقره) | سه   | نه  | گرفتن (بگیر)  | سفید | میانی          |

در گویش های شرقی-درسیمی و لهجه های پالو-بینگولی، مصوت "ê" در ابتدا و بین کلمات به صورت "ye" تلفظ می شود:
| زازاکی اصلی | زازاکی تغییر شکل یافته | معنی  |
| ----------- | ---------------------- | ----- |
| dês         | dyes                   | دیوار |
| asmên       | asmyen                 | آسمان |

در زازاکی جنوبی و در عبارات اسمی و صفتی مخصوص برخی از لهجه های انتقالی، «-د-» بین اسم نسبی و عبارت اسمی قرار می گیرد:
| شمال                    | جنوب                   | مرکز                     | معنی                     |
| ----------------------- | ---------------------- | ------------------------ | ------------------------ |
| lazê mı lazê to rê vano | laci mı laci tı ri vun | lajê mı lajdê to rê vano | پسر من به پسر تو می گوید |

ویژگی دیگری که زازاکی مرکزی را از زازاکی شمالی و جنوبی متمایز می کند، حرف مجهول است: -ê، در مرکزی (-êk):
| شمال | جنوب | مرکز  | معنی |
| ---- | ---- | ----- | ---- |
| rozê | rojê | rocêk | روزی |

مشاهده می شود که در برخی از گویش های (اقلیتی) در زازاکی مرکزی، پسوندهای نسبی مؤنث و مذکر در -ê ترکیب شده اند:
| شمال و جنوب | مرکز      | معنی           |
| ----------- | --------- | -------------- |
| embazê mı   | embazi mı | (مذكر) دوست من |
| embaza mı   | embazê mı | (مؤنث) دوست من |

به دلیل صامت های s یا z در جلوی مصوت ها، صامت های ç، c و çh به صورت tsh، dz و ts ظاهر شدند. این ویژگی در بیشتر درسیم و ارزنجان، تکمان، تا حدی در هینیس و در گویش چارکانی در کوچگیری وجود دارد:
| زازاکی اصلی  | şane | siya | zıwa | ca /dja/ | çı /tşı/ |
| گويش وارتو   | şane | sia  | züa  | ca /dja/ | çı /tşı/ |
| گويش تونج‌الی | sane | şia  | jüa  | ca /dza/ | çı /tsı/ |
| معنى         | شانه | سیاه | خشک  | جا       | چی       |